# Тафофобия
Тафофо́бия (от др.-греч. τάφος — гроб, могила и φόβος — страх) — боязнь похорон и похоронных принадлежностей, а также страх погребения заживо; одна из базовых фобий человеческой психики. В медико-психиатрической литературе традиционно включается в ряд других названий, указывающих на схожие психические расстройства — клаустрофобия (боязнь закрытого пространства), никтофобия (боязнь темноты) и др.
Ещё в 1772 году герцог Мекленбургский ввёл обязательную отсрочку похорон до третьего дня после смерти для предотвращения возможного погребения заживо. Вскоре эта мера была принята в ряде стран Европы, и её одобрил, например, философ Мозес Мендельсон. В XIX веке страх быть погребённым заживо стал достаточно распространённой фобией. Такое положение вещей привело к тому, что начиная со второй половины XIX века и вплоть до 1934 года в странах Европы и Северной Америки патентовались и производились специальные «безопасные гробы», оборудованные средствами спасения для погребённых заживо. Эти средства позволили бы похороненному по ошибке подать сигнал другим людям или же самостоятельно выбраться из могилы. Кроме того, подобными приспособлениями оборудовались некоторые склепы. Тем не менее свидетельства о том, что данные средства спасения действительно кому-либо помогли, отсутствуют.
Страх быть погребёнными заживо испытывали ряд известных личностей. К примеру, Гоголь и Цветаева боялись быть похороненными живьём и специально это подчеркнули — Гоголь в «Выбранных местах из переписки с друзьями», Цветаева в предсмертной записке перед самоубийством (распространённая легенда о том, что Гоголь действительно был похоронен живым — при эксгумации его тело было обнаружено лежащим ниц в гробу, — несостоятельна). Известной жертвой страха погребения заживо был Альфред Нобель, у которого этот страх являлся «наследственным» — его отец, изобретатель Эммануил Нобель, также боялся быть похороненным заживо и даже изобрёл один из первых «безопасных гробов». Британский писатель Уилки Коллинз также страдал данной фобией, причём в настолько сильной форме, что каждую ночь оставлял «предсмертную записку», в которой просил читающего тщательно удостовериться в его смерти, если он не проснётся. По этой же причине философ Артур Шопенгауэр завещал ждать со своими похоронами пять дней после смерти, в результате чего похоронам философа мешал запах разложения тела.
Своего рода легендой стала жительница Манчестера Ханна Безуик, богатая англичанка, испытывавшая патологический страх ошибочного погребения заживо (причём у неё были для этого основания: её брата по ошибке чуть не похоронили заживо). В соответствии с завещанием тело Ханны Безуик после её смерти в 1758 году было забальзамировано и более ста лет сохранялось без погребения «для периодической проверки на наличие признаков жизни». За время своего существования мумия Ханны Безуик приобрела широкую известность под названием Манчестерская мумия, несколько десятилетий являясь экспонатом музея Манчестерского общества естествознания. Лишь в 1868 году, после признания Ханны Безуик «безвозвратно и несомненно мертвой», её тело было наконец предано земле.